# ビクトル・モンターニョ
ビクトル・ウーゴ・モンターニョ・カイセド（Víctor Hugo Montaño Caicedo, 1984年5月1日 - ）は、コロンビア・サンティアゴ・デ・カリ出身の元同国代表サッカー選手。ポジションはフォワード（センターフォワード・右ウィング）。

## 経歴

### クラブ

#### 初期
サンティアゴ・デ・カリで生まれ、18歳の時にボゴタのミジョナリオスFCでプロキャリアを開始したモンターニョは、2004年6月26日に20歳でフランス1部の昇格組FCイストルと1年契約を締結。欧州初上陸となった2004-05シーズンは中心選手として33試合2得点を挙げるも、チームの2部降格を防ぐことが出来なかった。

#### モンペリエ
イストルの降格に伴い、同僚と共に同2部のモンペリエHSCへと売却されたモンターニョは、強力な右足と素晴らしい能力で名前が知れ渡るようになり、4シーズン後の2008-09シーズンに首位のRCランスと勝ち点差2で昇格を果たした。また、個人としては得点王のグレゴリー・ティルから3点差の15得点7アシストを記録する活躍をみせ、ベストイレブンに輝いた。
昇格1シーズン目ながらも、チームはUEFAチャンピオンズリーグ圏内まで勝ち点差2の勝ち点69で5位でシーズンを終えた。個人としては共に昇格したランス、USブローニュとのアウェーで得点、2009年11月22日のリール戦 (2-0) で2得点、さらに、12月23日には強豪オリンピック・リヨン戦 (2-1) で長距離から先制点を挙げるなど、84本のシュートを放ち11得点3アシストを記録した。

#### レンヌ
モンペリエでの成功を収めた5シーズンを過ごした後にステップアップを目指していたモンターニョと、ジミー・ブリアンをリヨン、アサモア・ギャンをサンダーランドAFCへ売却したことで前線の補強が急務となったスタッド・レンヌFCの思惑が合致したため、移籍金650万ユーロで同クラブと4年契約を締結した。2010年8月14日にASナンシーとの2010-11シーズン開幕戦 (3-0) で移籍後初出場を飾ると、同試合で先制点を挙げ、さらにヤシン・ブラヒミの得点をアシストをして勝利に貢献した。2011年1月9日に3部のASカンヌ戦 (7-0) で2得点を記録した。
2011年1月29日のFCソショー戦 (1-5) で大敗する場面があったものの、トップ5位圏内を維持する好調なチームの中にあって、モンターニョ自身も3試合連続得点を挙げるなどチームに尽力した。まず、2月13日のOGCニース戦 (2-0) で降格の危機にあえぐ相手に得点を挙げ、次のトゥールーズFC戦 (2-1) で88分に決勝点となるペナルティーキック、2月26日のランス戦 (2-0) でラザク・ブカリの得点に続いて得点を挙げた。この勝利によりリールを抜きリーグ戦首位となったものの、以降は5月15日にジェローム・ルロワでのASサンテティエンヌ戦で決勝点、5月29日の王者リール戦と残り13試合で2得点と不振に終わり、また、チームも下降線を辿っていき最終的にUEFAヨーロッパリーグ予選圏内の6位で終わった。しかしながら、同2010-11シーズンのモンターニョは攻撃陣の要としてリーグ戦で31試合出場9得点4アシストを記録した。
2シーズン目も同様に多くの試合で先発出場をした。UEFAヨーロッパリーグ予選3回戦でグルジア1部のメタルルギ・ルスタヴィとの第2戦で75分にシーズン初得点を記録、その10分後にジュリアン・フェレが追加点を挙げ、2試合合計7-2で勝利した。また、リーグ戦の方では、昇格組のディジョンFCOとの開幕戦で (5-1) 1得点1アシストを挙げている。
2011年8月18日にセルビア1部レッドスター・ベオグラードとのUEFAヨーロッパリーグ・プレーオフ第1戦で75分に決勝点を挙げると、第2戦では試合開始10分に先制点を挙げ、後半途中にステファヌ・ダルマと交代するまでプレーした。第2戦目は4-0で勝利し、2試合合計6-1で本大会進出が決定。9月18日のASナンシー戦 (1-1) でコンビを組むジョナサン・ピトロイパのパスから19分に先制点を決めた。2012年5月20日のシーズン最終節では、既に降格が決定しているディジョン戦 (5-0) で9分に先制点を挙げている。
過去2シーズンに渡り定期的にプレーしていたものの、3シーズン目ではメブリュト・エルディンチに定位置を明け渡すと、さらに、初先発を飾った2012年9月16日のFCロリアン戦で試合中に右足を骨折した。負傷により3ヶ月の間でプレー出来ない日々が続く中、2012年12月22日のACアジャクシオ戦でついに復帰を果たすも、2013年1月3日の練習中に同じ箇所を負傷したことで再発し離脱が決定。この2度の負傷の影響もあり、最終的に出場10試合中で先発出場は3試合にとどまった。

#### モンペリエ復帰
2013年8月7日に古巣モンペリエと契約したことが発表された。

#### トルーカ
2015年1月3日、メキシコのデポルティーボ・トルーカFCへ移籍。

#### オンセ・カルダス
2016年8月11日、コロンビアのオンセ・カルダスへ移籍。

### 代表
U-20時代には、アラブ首長国連邦で開催された2003 FIFAワールドユース選手権の中心選手として6試合2得点を記録し、チームを3位入賞に貢献。ただし、U-20アルゼンチンを破った3位決定戦には出場していない。
2008年12月29日にFIFA非加盟であるカタルーニャ代表との親善試合に出場。2011年2月9日のスペイン戦に向けてエルナン・ダリオ・ゴメス監督の下で初招集されるも、後に負傷により一員から外されている。同年3月末のエクアドルとチリとの親善試合で再招集され、エクアドル戦 (2-0) でA代表初出場にして初先発を飾った。

### 私生活
主婦である母親と数学教師の父親の下で5人兄弟の末っ子に生まれたモンターニョは、2004年からフランスに移住して以降で結婚して一人娘を持ち、2012年11月29日にフランスの市民権を取得。なお、コロンビア国籍を所持したままのため二重国籍となっている。

## タイトル

### 個人
- リーグ・ドゥ ベストイレブン : 2008-09